# كلما زاد العدد زاد المرح (فلم)
كلما زاد العدد زاد المرح (بالإنجليزية: The More the Merrier) هو فيلم كوميدي تم إنتاجه في الولايات المتحدة وصدر في سنة 1943.

## الميزانية والإيرادات
بلغت تكلفة إنتاج الفيلم حوالي 878,000 دولار.

### ترشيحات وجوائز
| السنة | الحدث  | الفئة     | النتيجة |
| ----- | ------ | --------- | ------- |
|       | أوسكار | أفضل فيلم | ترشـيـح |

## وصلات خارجية
- مقالات تستعمل روابط فنية بلا صلة مع ويكي بيانات